# Albert Mondet
Albert Mondet (1898 - ?) was een Zwitsers waterpolospeler. Hij nam deel aan de Olympische Zomerspelen van 1920 in Antwerpen en de Olympische Zomerspelen van 1924 in Parijs.

## Belangrijkste resultaten
Mondet was een van de 77 Zwitserse deelnemers aan de Olympische Zomerspelen van 1920.
Tijdens de Spelen van Antwerpen van 1920 nam Mondet deel aan de olympische waterpolocompetitie als lid van het Zwitserse team, samen met Charles Biefer, Charles Horn, Henri Demiéville, Jean Jenni, Armand Boppart en René Ricolfi-Doria. Er namen 12 landen deel aan deze competitie. Reeds in de eerste ronde van 22 tot 23 augustus 1920 werd Zwitserland echter uitgeschakeld na een 11-0 nederlaag tegen België, de uiteindelijke zilveren medaillist.
Vier jaar later nam Mondet opnieuw deel aan de Olympische Spelen in Parijs als lid van het Zwitserse waterpoloteam. Hierbij werden de Zwitsers opnieuw uitgeschakeld in de eerste ronde, die plaatsvond op 13 en 14 juli 1924. De Zwitsers verloren met 7-0 van de Nederlanders, die uiteindelijk zevende zouden worden.

### Olympische Zomerspelen
| Jaar | Plaats    | Discipline | Resultaten   |
| ---- | --------- | ---------- | ------------ |
| 1920 | Antwerpen | Waterpolo  | eerste ronde |
| 1924 | Parijs    | Waterpolo  | eerste ronde |